# Klucz kontrabasowy

Pięciolinia z kluczem kontrabasowym, wskazującym f

Klucz kontrabasowy jest kluczem typu F. Współcześnie klucz kontrabasowy jest rzadko stosowany.
Klucz kontrabasowy umieszczony jest na piątej linii, przypisując jej położenie dźwięku F.
Dla oktaw niższych można użyć kolejnych linii dodanych. Jest to jednak sposób niepraktyczny, gdyż utrudnia szybkie czytanie. Zwykle więc, w celu zapisania niższych oktaw w kluczu kontrabasowym, stosuje się przenośnik oktawowy.